# Cooperativa La Familia
Cooperativa La Familia (oficialmente Cooperativa de Ahorro, Crédito y Servicios Financieros "La Familia" Ltda.) fue el nombre de una sociedad financiera conformada en Chile en 1975 y que prometía grandes intereses a quienes depositaran sus ahorros en la institución a la vez que se otorgaban préstamos a empresas e instituciones, entre ellas el Frente Juvenil de Unidad Nacional. Tras la intervención en diciembre de 1976 y su quiebra a inicios de 1977, varios de sus ejecutivos fueron procesados por el delito de estafa, y ha sido denominada en años posteriores como «La Cutufa de los gremialistas», por su similitud con la financiera informal que existió durante los años 1980 y que involucró principalmente a miembros del Ejército de Chile.

## Historia
La Cooperativa de Ahorro, Crédito y Servicios Financieros "La Familia" Ltda. fue constituida el 25 de julio de 1975, y sus estatutos fueron aprobados por el Ministerio de Economía el 24 de septiembre del mismo año. Entre sus fundadores se encontraban Miguel Kast, Hernán Larraín, Carlos Bombal, Alberto Hardessen Benjerodt y Javier Leturia junto a otros abogados y economistas cercanos a Jaime Guzmán, líder del movimiento gremialista de la Universidad Católica de Chile. El presidente de la cooperativa era Tomás Irarrázaval Llona, expresidente de la FEUC, mientras que el directorio estaba compuesto por Hernán Larraín, Luis Cordero, José Pedro Undurraga Izquierdo, Alberto Hardessen, Sergio Tuteleers, Cristián Grez Saavedra, Cristián López Sagredo (quien fue reemplazado en septiembre de 1976 por Rodrigo Mujica Arteaga) y María Teresa Infante Barros. Su directorio sesionaba en avenida Suecia 286 (Providencia), que en aquel entonces también era sede de la Fundación Azul (creada en 1974 y que buscaba reunir a los adherentes del gremialismo) y que actualmente es la sede del partido Unión Demócrata Independiente (UDI); la cooperativa también tuvo una oficina en el Campus Oriente de la Universidad Católica.
El lanzamiento de La Familia se realizó mediante una campaña publicitaria en la prensa que incluyó anuncios televisivos en Canal 13 (estación controlada por la Universidad Católica de Chile), los que contaban con la presencia de rostros como el periodista Claudio Sánchez Venegas y el tenista Patricio Cornejo, y el auspicio del programa Fa-Mi-La presentando por Benjamín Mackenna.
Según Manuel Salazar, la idea de crear la cooperativa surgió entre los dirigentes gremialistas de la Universidad Católica de Chile como una forma de manejar los fondos de bienestar de los estudiantes de dicha casa de estudios, colocando en La Familia alrededor de 4 millones de pesos de la época (equivalentes en aquel entonces a 166 mil dólares). La cooperativa recibía depósitos de pequeños ahorrantes —ofreciéndoles intereses altos—, realizando también préstamos de bajos montos, mientras de forma paralela se entregaban préstamos de grandes sumas de dinero al Frente Juvenil de Unidad Nacional y empresas como Socofer (Sociedad Constructora Fernández Drey y Compañía), la cual recibió aproximadamente el 40% de los préstamos totales de La Familia.

### Intervención y quiebra
Producto de la quiebra de Socofer, la Cooperativa La Familia entró en una situación de insolvencia, lo que llevó a que el 28 de diciembre de 1976 fuera intervenida por la Superintendencia de Bancos e Instituciones Financieras (SBIF), generando que cientos de ahorrantes se reunieran en las oficinas de La Familia en calle Merced 154 con el fin de poder recuperar su dinero, y se declarara su quiebra a inicios de 1977. Alrededor de 500 personas se habrían visto afectadas con la pérdida de los ahorros que habían depositado en la institución; entre ellas se encontraba el carpintero José Reinaldo Cárdenas Miranda, ganador de 5,5 millones de pesos en la Polla Gol en septiembre de 1976 y que había invertido dicha ganancia en La Familia. Los abogados Pablo Rodríguez Grez y Hernán Bosselín patrocinaron las querellas de alrededor de 400 ahorrantes.
Como consecuencia de la intervención de La Familia, el 29 de diciembre de 1976 la Junta Militar emitió el decreto ley 1638, que prohibía las financieras informales, exigía para las financieras formales un requisito de capital de tres millones de dólares (a fin de asegurar su solvencia) y aumentaba las facultades fiscalizadoras de las autoridades competentes. El 5 de enero de 1977 fue promulgado el decreto ley 1683 que permitía el pago de seguros y garantías para depósitos y captaciones por hasta 100 unidades tributarias mensuales; producto de ello, el interventor de la cooperativa, Héctor Rencoret, ordenó liquidar los activos de La Familia con un tope de pago de 46 mil pesos de la época para cada ahorrante; del total adeudado, se canceló alrededor de un 20%.

### Caso judicial
En enero de 1977 se inició un proceso judicial contra los dueños de la Cooperativa La Familia, con Sergio Dunlop designado como ministro en visita, quien realizó interrogatorios a distintos funcionarios de la institución. Emitió también una orden de arraigo en contra de Jaime Guzmán, la cual fue revertida 24 horas después.
Durante las indagatorias, el contador de la Cooperativa La Familia, Jaime Carreño Barrera, denunció la existencia de un libro (denominado «El Libro Rojo») en el que se llevaba registro de la contabilidad paralela de la institución; dicho objeto fue incautado a Miguel Schweitzer Walters, hijo del entonces ministro de Justicia, Miguel Schweitzer Speisky, y representante de Tomás Irarrázaval, presidente del directorio de La Familia. Entre los registros se establecían retiros de dinero desde La Familia por parte de diversos dirigentes gremialistas, como por ejemplo Jaime Guzmán, quien retiró 30 mil pesos de la época, y que diversos montos habían sido entregados al Frente Juvenil de Unidad Nacional, los que según Luis Cordero sirvieron para pagar deudas con Edimpress para la impresión de folletos propagandísticos. También se mencionó que los ingresos percibidos por la Fundación Azul producto de la realización de la Fiesta de la Primavera en 1976 (organizada por el Ministerio Secretaría General de Gobierno a través de la Secretaría Nacional de la Juventud) fueron a parar a las arcas de la Cooperativa La Familia.
El caso judicial finalizó en 1982 con cuatro personas condenadas por estafa: Cristián López y Alberto Hardessen como autores del delito de estafa, condenados a una pena de 5 años y un día y 541 días, respectivamente; y Rodrigo Mujica y Luis Gaete Umaña como encubridores, condenados a 541 días de prisión. Dicha sentencia fue confirmada por la Corte de Apelaciones de Santiago en 1987 y al año siguiente ratificada por la Corte Suprema.